# Jezioro Stymfalijskie

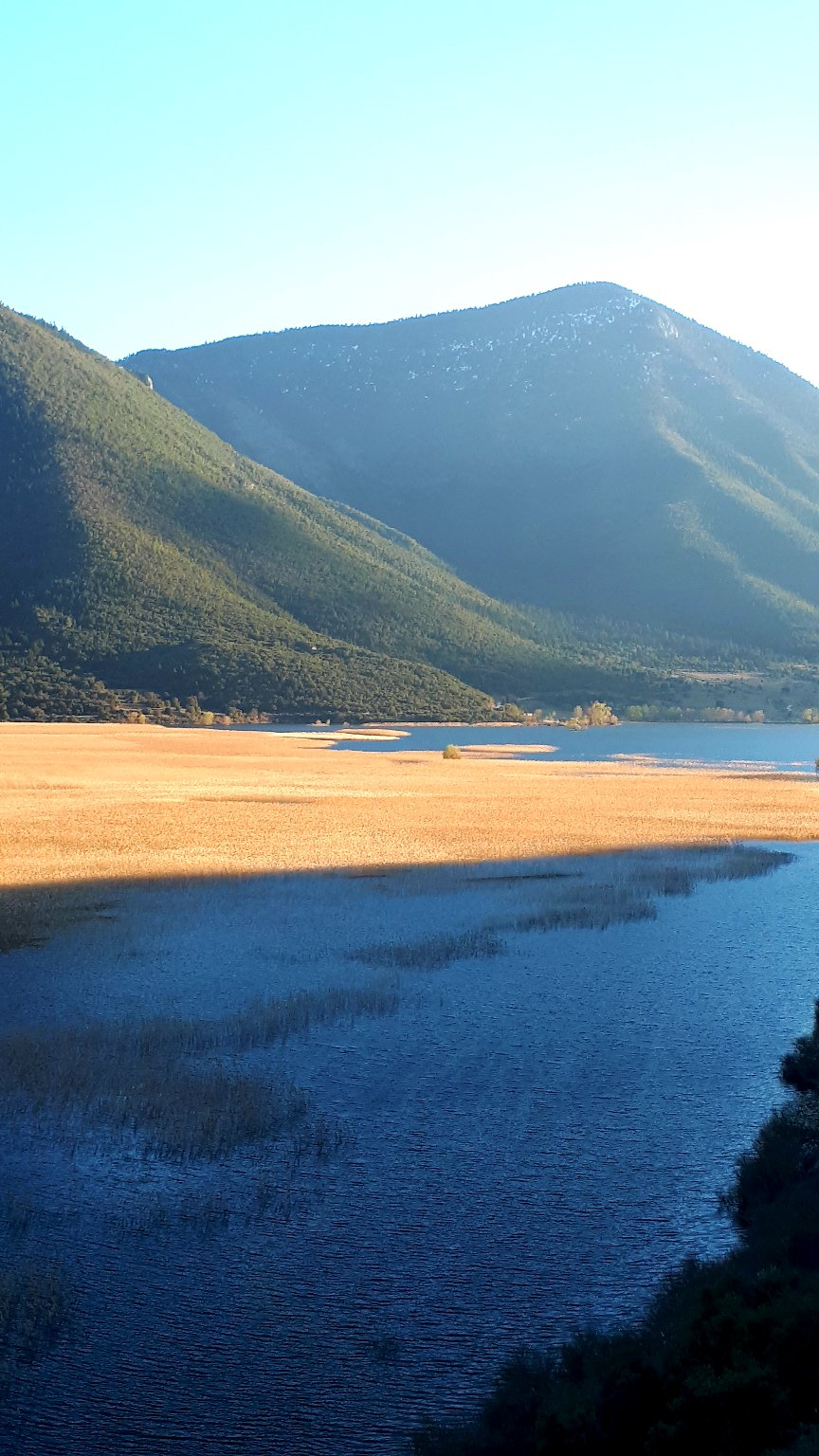

Jezioro Stymfalijskie (gr. η λίμνη Στυμφαλία límni Stimfalía) – jezioro w Grecji, w północnej części Peloponezu, w krainie historycznej Arkadia, a według obecnej greckiej nomenklatury – w krainie górskiej Koryntii (gr. η ορεινή Κορινθία) i na obszarze jednostki regionalnej Koryntia.
Położone jest na wysokości 920 m n.p.m., u stóp szczytów górskich sięgających 2374 m, i zasilane spływającymi z nich wodami. Jego powierzchnia wynosi ok. 770 ha wiosną, by latem zmniejszyć się do ok. 350 ha (w ostatnich dziesięcioleciach kilkakrotnie nastąpiło całkowite wyschnięcie jeziora w porze letniej). Charakteryzuje się niewielką głębokością, nieprzekraczającą 10 m, a jego większą część stanowi podmokły, porośnięty trzcinami teren będący siedliskiem licznych gatunków ptaków. Wschodnia część jeziora została osuszona, zmeliorowana i jest intensywnie wykorzystywana rolniczo, podczas gdy zachodnia, porośnięta trzcinami, stanowi rezerwat przyrody.
Wzdłuż jeziora i na pobliskie szczyty wiodą piesze szlaki turystyczne, a drogę asfaltową, pozwalającą dotrzeć pojazdami na wzgórze nad jeziorem, kończy ścieżka prowadząca do punktu widokowego. W końcowej fazie budowy (2009 r.) jest elegancki, licowany kamieniem, budynek Muzeum Regionalnego i Archeologicznego, również wyposażony w rozległy taras widokowy.
Według mitologii greckiej nad brzegiem tego jeziora Herakles miał pokonać stada morderczych ptaków stymfalijskich.